# 于保法
于保法（1958年2月—）是一位中国肿瘤学家。北京保法肿瘤医院董事长、教授。

## 生平
1958年出生于山东省济南市，1982年获得滨州医学院学士学位，同年进入山东省肿瘤防治研究院，1988年获得中国协和医科大学硕士学位。同年进入北京中日友好医院，1990年在聖地牙哥加利福尼亞大學继续学习，1992年在索尔克研究所继续博士后工作，1993年被任命为聖地牙哥加利福尼亞大學副教授。1998年返回中国筹建泰美宝法肿瘤医院并担任院长。

## 荣誉
2003年被选为第十届全国人民代表大会代表。